# Bandeira de São Patrício

A Bandeira de São Patrício (irlandês: Cros Phádraig) é uma bandeira da Irlanda que compõe a bandeira do Reino Unido. É um sautor gules (uma crux decussata ou cruz em forma de X) num campo argent. Diz-se representar São Patrício, o santo padroeiro da Irlanda. Também é conhecida como a Cruz de São Patrício ou Sautor de São Patrício.
A origem da bandeira não é unânime, havendo duas teorias diferentes.
Alguns argumentam que a bandeira é uma bandeira antiga associada à Irlanda. Evidência disso é um sautor vermelho que aparece no selo do Trinity College de Dublin, que data de 1612, bem como nas Armas das cidades de Cork e Enniskillen. Guias holandeses do princípio do século dezoito também atribuem um sautor vermelho à bandeira da Irlanda. Outra teoria, é a de que a bandeira é relativamente mais recente, datando de 1783, aquando da fundação da Ordem de São Patrício, quando um sautor vermelho foi escolhido para emblema da Ordem. Os defensores desta teoria, apontam que a escolha de um sautor como símbolo da Irlanda foi para confundir os comentadores Irlandeses contemporâneos. Também sugerem que as evidências que apontam para o uso do símbolo como bandeira da Irlanda anterior a essa data são escassas e tangentes.
Aquando da Ato de União de 1800 que uniu os reinos da Grã-Bretanha e da Irlanda, um sautor vermelho foi incorporado na bandeira do Reino Unido para representar a Irlanda. Durante o século XIX e até à criação do Estado Livre Irlandês em 1922, serviu como bandeira não-oficial da Irlanda. Actualmente, tem crescido em importância para os unionistas da Irlanda do Norte, para os quais representa uma bandeira neutral da Irlanda, ao contrário da tricolor Irlandesa, que é tomada como símbolo nacionalista.

## Incorporação à Bandeira Britânica
A "Bandeira de São Patrício" é uma das bandeiras que constituem a bandeira do Reino Unido, representando a Ilha da Irlanda, juntamente com a "Bandeira de Santo André, representando a Escócia e a "Bandeira de São Jorge", representando a Inglaterra. Foi adicionada em 1801, após a incorporação da ilha ao Reino Unido da Grã-Bretanha (que tornou-se Reino Unido da Grã-Bretanha e Irlanda). A bandeira britânica permaneceu inalterada mesmo após a maior parte da Irlanda ter sua independência reconhecida em 1922, tornando-se a República da Irlanda.
|  |  |  |